# Comunidad de ciudad y tierra de Segovia
La Comunidad de ciudad y tierra de Segovia, popularmente Universidad de Segovia y Su Tierra, fue[cita requerida] una institución política castellana de origen medieval.
Constó de 13 sexmos de los que se mantienen 10, fue un ente jurídico-político autónomo que nació libremente como un sistema de autogobierno que distribuía justicia y autoridad entre sus vecinos mediante democracia representativa, también ordenaba en comunidad el aprovechamiento de las aguas, de las tierras, de los pinares junto a otros recursos naturales, solo manteniéndose en la actualidad la gestión de algunos de estos recursos naturales.
Nació a raíz de la repoblación efectuada por Alfonso VI, cuando surgieron los grandes Concejos a lo largo de la línea del sur del Duero. Intereses comunes de varias poblaciones hicieron que éstas se agruparan en una Comunidad. Más tarde, el rey Alfonso VIII de Castilla apoyó y dio vigor a estos grandes concejos.
En su momento de esplendor poseía un vasto y bien organizado territorio dominado por un concejo poderoso, capaz de poner en campaña 5.000 peones (infantería) y 400 caballeros que seguían el pendón de la comunidad, siendo el auge de Madrid y la posterior división provincial el principal motivo de su decadencia.

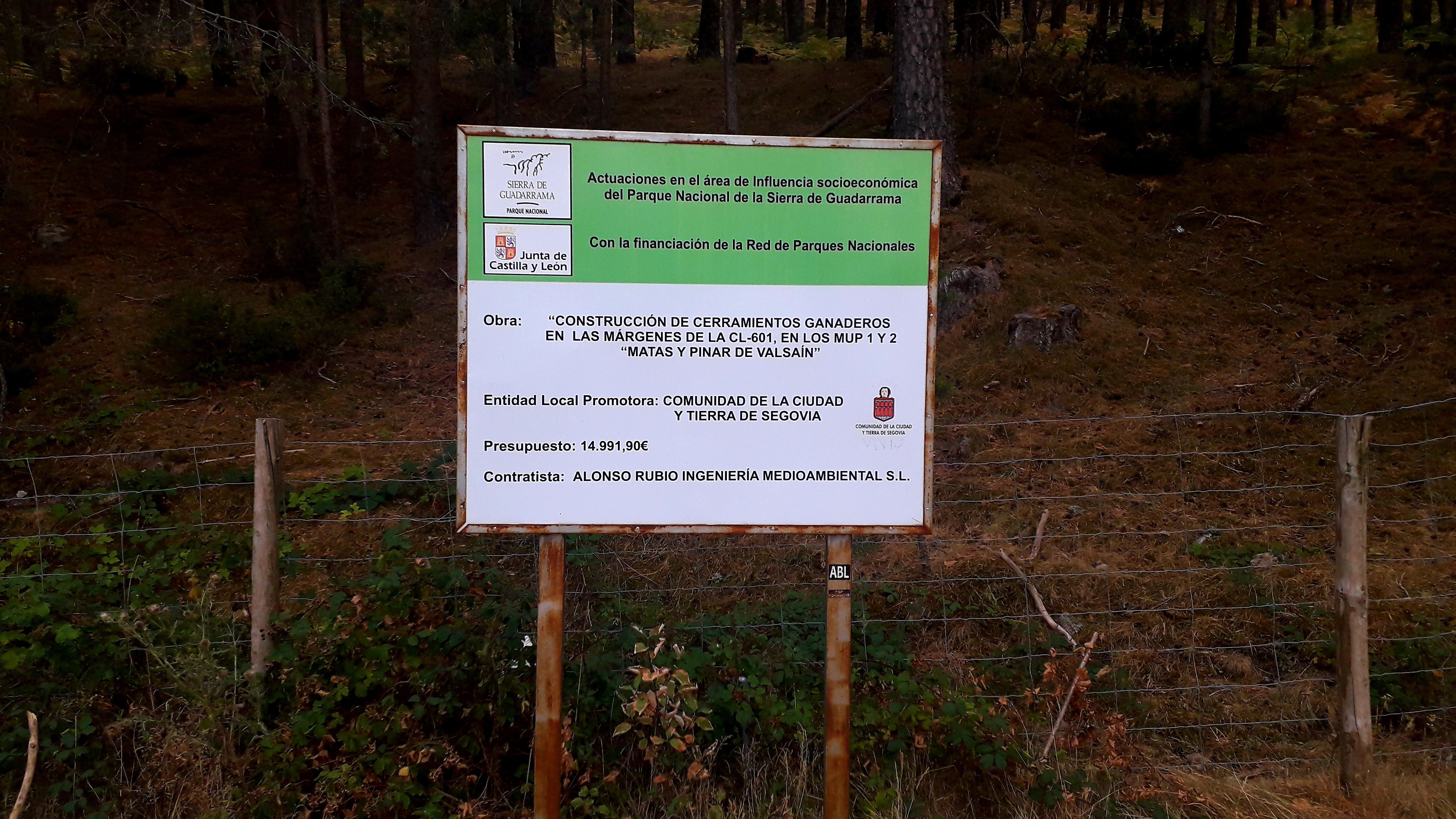
Cartel de obra pública en Valsaín junto a la CL-601 en el que aparece la Comunidad de Ciudad y Tierra de Segovia como promotora

## Historia
Se formó con la suma de antiguas costumbres más las necesidades propias de la época.
El territorio de la Comunidad era propiedad del Concejo. La Comunidad consistía en un pequeño estado con fuero propio que formaba una unidad territorial conveniente, con obligaciones en mancomunidad. Estaba regida por el Concejo y en él había una representación del rey en la figura de un delegado real o regidor. Contó además por un cuerpo policial/ejército propio, los Quiñoneros.

### SigloXIX- actualidad
Por la Real Cédula del 17 de octubre de 1824 de Fernando VII las elecciones populares fueron prohibidas, dejándose de celebrar los concejos rurales, de cuadrillas, sexmos y Juntas de la Tierra. Aun así uno o dos representantes de la Tierra siguieron asistiendo a los Ayuntamientos de la Ciudad hasta el 6 de noviembre de 1835, teniendo lugar la instauración de un nuevo gobierno liberal un día después.
Las Comunidades de Villa y Tierra, como instituciones de Derecho Público subsisten hasta la Real Orden del 31 de mayo de 1837, la cual suprime estas corporaciones para vender sus bienes o integrarlos en los ayuntamientos. Aunque esta Orden se refería únicamente a las "Juntas o Ayuntamientos generales de Universidades de Tierra de San Pedro de Manrique, Caracena y cualquiera otra de esa clase que se halle establecida en la provincia de Soria" fue aprovechada para aplicarla a todas las provincias.
Las citadas instituciones reclamaron contra la disposición, especialmente la Comunidad de Cuéllar, finalmente la Orden de la Regencia del Reino del 22 de diciembre de 1840 acordó el mantenimiento de su patrimonio que sería administrado por los Sexmos de cada Comunidad.
La Real Orden del 4 de julio de 1857 reintegró a la Comunidad de Ciudad y Tierra de Segovia y a sus bienes comunales, tras convocarse el 12 de febrero de 1852 una reunión los representantes de los sexmos para promover la recuperación de la Comunidad. Esta orden constituyó la Junta de investigación y administración de sus bienes, constituida por el procurador síndico de Segovia y un representante de cada uno de los 10 sexmos, bajo la presidencia del alcalde de Segovia. La Comunidad de Ciudad y Tierra de Segovia al igual que el resto de las comunidades de la provincia perviven todavía, dedicadas a la gestión y administración de sus patrimonios, aunque todavía carentes de entidad jurídico-política.
En 2010 se inauguró en Segovia un barrio llamado Comunidad de Ciudad y Tierra, llamando a las calles como los sexmos y otros motivos relacionados con la comunidad.

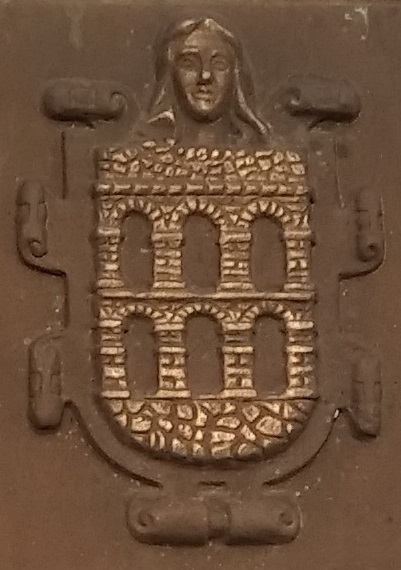
Escudo de la Comunidad de la Ciudad y Tierra de Segovia

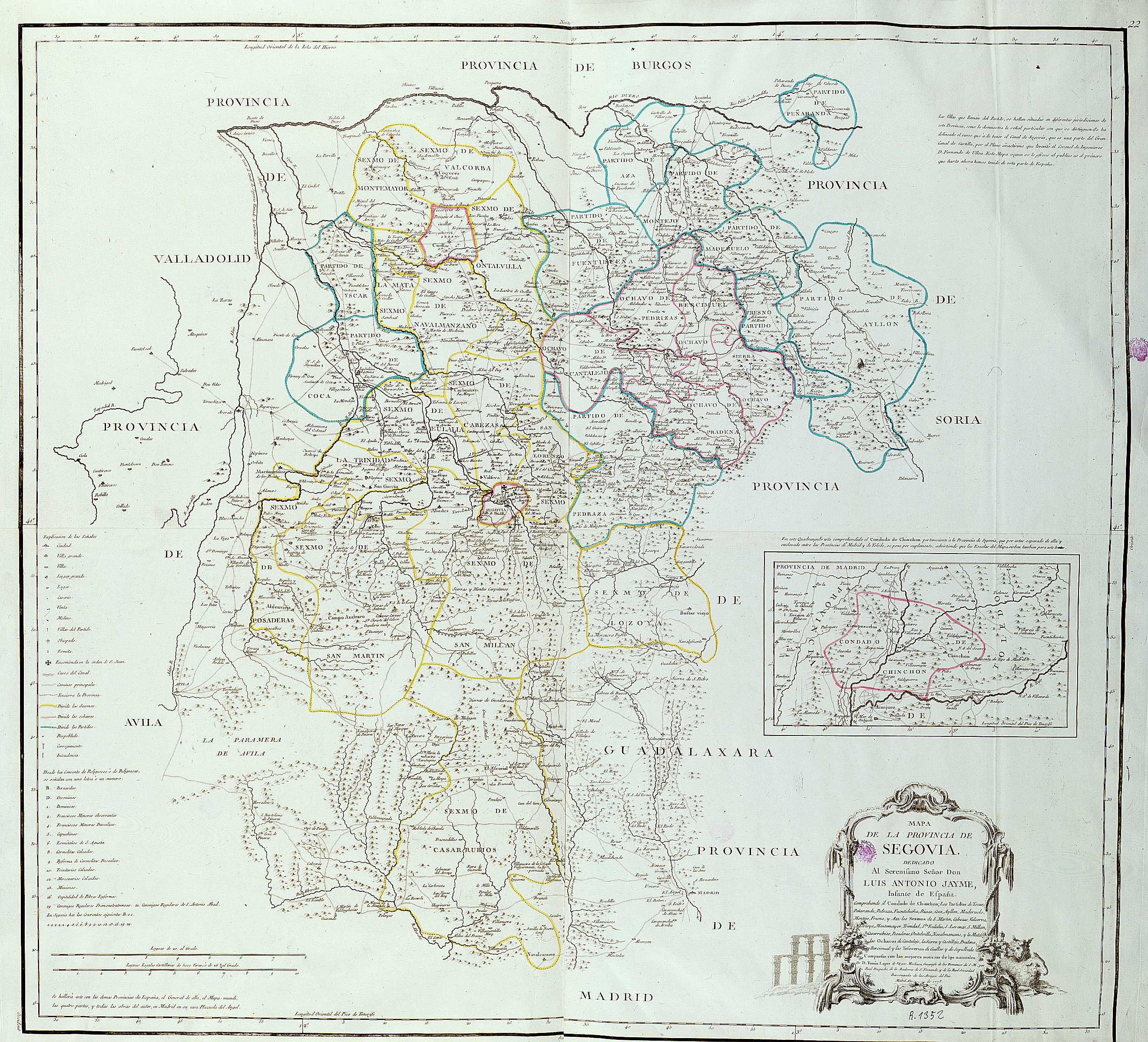
Mapa de la Provincia de Segovia hasta 1833, con la división en sexmos de Segovia y Cuéllar

Comunidades de Villa y Tierra de Castilla

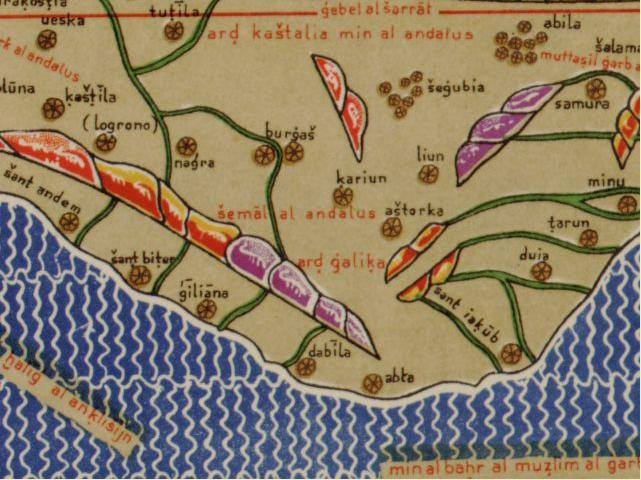
Mapa de Al-Idrisi, de 1154, donde aparece Segovia como un conjunto de aldeas. El mapa está orientado al revés. El sur arriba y el norte abajo

## División geográfico-administrativa
La Ciudad y Tierra se divide en partes administrativas, a las que en la Comunidad de la Ciudad  y Tierra de Segovia se les da el nombre de sexmos, porque en un principio fueron seis y tienen origen en diversas collaciones, de ahí que algunos sexmos se llamen como parroquia de la ciudad. En otras comunidades, como la de Sepúlveda, estas divisiones se llamaron ochavos porque la tierra se dividió en ocho partes. Actualmente, los sexmos de la Comunidad de la Ciudad y Tierra de Segovia son diez, ocho al norte de la sierra, en la actual provincia de Segovia, y dos al sur, en la provincia de Madrid:
Los seis originales con sus cabezas de sexmo fueron:
- Sexmo de San Lorenzo, capital en Brieva, sin subdivisión en cuadrillas.[7]
- Sexmo de San Martín, capital en Ituero, subdividido en las Cuadrillas de Otero y Villacastín.
- Sexmo de Santa Eulalia, capital en Bernardos, subdividido en las Cuadrillas de Nieva, Pestaño y del Río (Eresma), el término de Santa María la Real de Nieva, eximido.
- Sexmo de San Millán, capital en Valverde del Majano, subdividido en las Cuadrillas de Valverde, Maderón, La Losa y Montoria, además del Monte de Riofrío.
- Sexmo de la Trinidad, capital en Villoslada, subdividido en las Cuadrillas de Villoslada, Paradinas y Bercial, además de los independientes Melque de Cercos y Ochando.
- Sexmo de Cabezas, capital en Mozoncillo. subdividido en las Cuadrillas de Carbonero, Moroncillo, Aldea del Rey, Escalona y Cabelavilla.

A estos se añadieron:
- Sexmo de El Espinar (1297), capital en El Espinar.
- Sexmo de Posaderas (1399), capital en Muñoveros.
- Sexmo de Lozoya, capital en Lozoya.
- Sexmo de Casarrubios, capital en El Escorial (originalmente Casarrubios del Monte; tras su salida del sexmo en 1331, Robledo de Chavela; desde 1897, El Escorial).[8]
- Sexmo de Tajuña
- Sexmo de Manzanares
- Sexmo de Valdemoro, capital en Navalcarnero[cita requerida], fue transformado en el Condado de Chinchón.

Estos tres últimos sexmos perduraron hasta 1480, pasando no sin malestar y conflictos a ser tierras madrileñas, toledanas o feudales.
Tras la venta forzosa del Pinar de Balsaín adquirió tierras en la actual autonomía de Extremadura que después se le retiraron forzosamente y sin compensación económica.
En cada sexmo hay un procurador de Tierra elegido por votación popular que recibe también los nombres de procurador común o sexmero. En el sexmo de la Ciudad se llama procurador síndico. Todos estos procuradores o sexmeros son los representantes y portadores de la voz de todas las aldeas. En su día eran sus únicos representación ante la ley. La sede de la comunidad se encuentra en la Casa de la Tierra de Segovia antes llamada de los pueblos.

## Administración actual

Distribución de la Junta Sexmera designada por los ayuntamientos cabeza de sexmo surgidos de las elecciones municipales de 2023:
PP: 9
PP, coligado con Centrados: 1
PSOE: 1

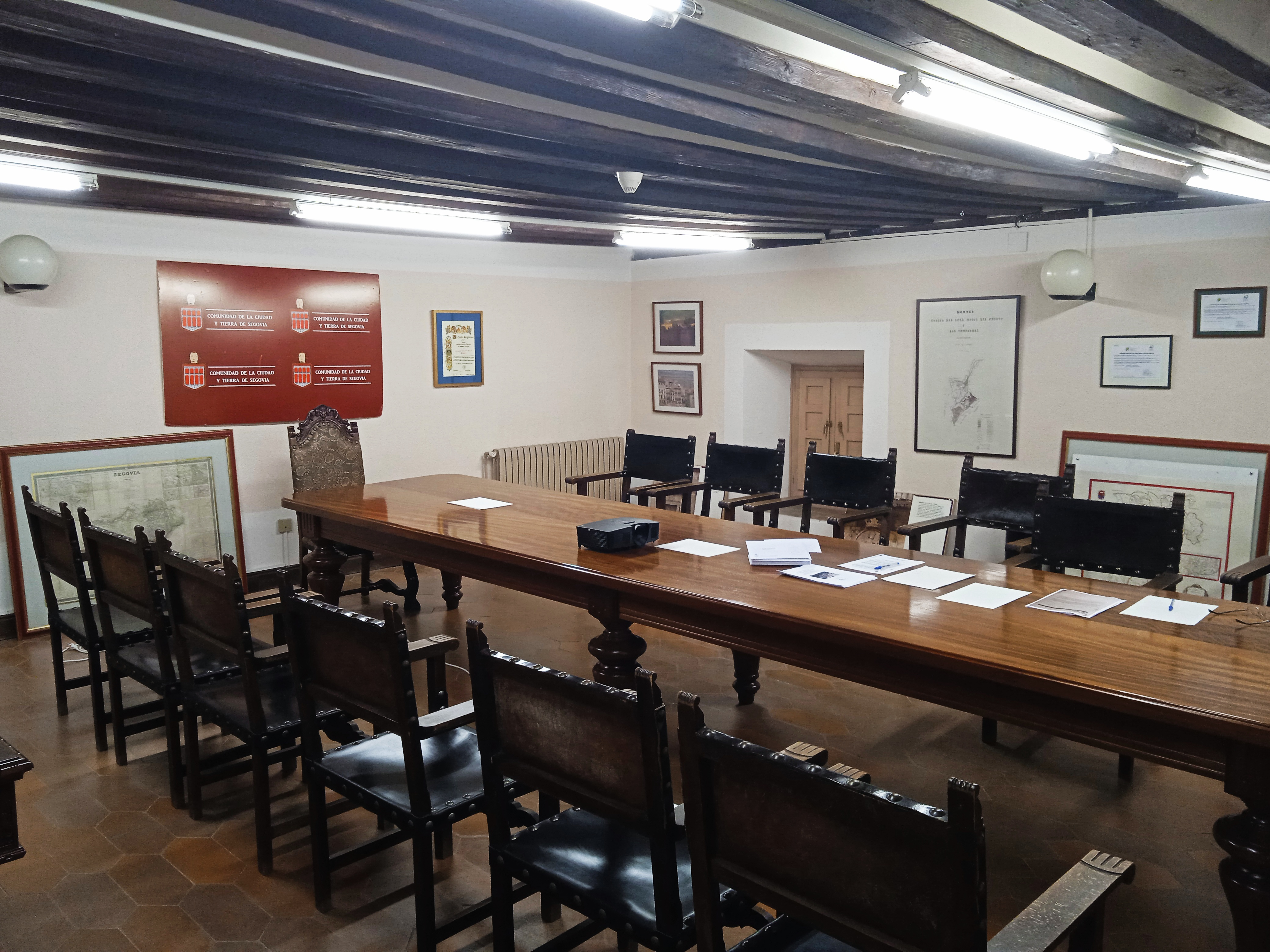
Sala de plenos de la Casa de la Tierra

En la actualidad, la corporación está conformada por un representante de cada uno de los 11 sexmos vigentes más el alcalde de la ciudad de Segovia como presidente, que es desde las elecciones municipales de 2023 el popular José Mazarías. Su vicepresidente fue elegido Luis Miguel Borreguero Abuja, procurador sexmero de Posaderas.
Los procuradores de cada sexmo son elegidos en exclusiva por la corporación del municipio que es cabeza de sexmo, y no como históricamente cuando era la totalidad de pueblos representados en este los encargados de su elección. La actual distribución da lugar a recurrentes protestas en algunos de los pueblos que no son capital.
Normalmente es el alcalde de los pueblos que hace a su vez de procurador, sin embargo en el caso del Sexmo de El Espinar encabezado por el homónimo municipio y el de Casarrubios por El Escorial, la función suele recaer en un concejal para facilitar la división de tareas. Tras las elecciones municipales de 2023 se da la misma situación en el Sexmo de Cabezas debido al pacto de gobierno en Mozoncillo, cabeza de sexmo, donde PP y Centrados gobiernan en coalición.
En el caso del Sexmo de la Trinidad, su representante es el alcalde pedáneo Villoslada (localidad cabeza de sexmo) debido a que por el momento se encuentra constituida como entidad local menor, agregada desde 1969 al extracomunitario ayuntamiento de Santa María la Real de Nieva.
Supeditada a las reuniones entre procuradores y presidente, la administración y gestión diaria recae en un funcionario de carrera, que es actualmente el ingeniero de montes José Luis Asenjo.
Se da la particularidad de que el organismo no recibe ninguna partida presupuestaria, autofinanciándose con sus bienes, dinero que es repartido posteriormente entre las localidades pertenecientes según su población a principios del siglo XX.
Cuenta con comisiones de Pastos, Montes, Cuentas/Hacienda y Cultura/Fiestas además la creación reciente de una sede electrónica.